# Bemalte Kirchen im Gebiet von Troodos
Bemalte Kirchen im Gebiet von Troodos ist eine von der UNESCO gelistete Stätte des Weltkulturerbes in der Republik Zypern. Die Welterbestätte umfasst elf sogenannte Scheunendachkirchen im Gebiet des Troodos-Gebirges.

## Hintergrund
Die Kirche von Zypern ist seit dem Konzil von Ephesos (431 n. Chr.) autokephal. Da die Insel aber weiterhin Bestandteil des Byzantinischen Reichs blieb, war hier auch die Byzantinische Kunst weit verbreitet. Zahlreiche Kirchengebäude Zyperns sind reich mit Fresken im byzantinischen Stil ausgemalt.
Als speziell zyprischer Baustil entstanden im Troodos-Gebirge die Scheunendachkirchen. Ihre Bezeichnung habe sie nach ihren meist tief heruntergezogenen Schindeldächern, die sie gegen die in dieser Region häufigen Niederschläge schützen. Das einfache Äußere aus groben, unverputzten Steinen, das tief heruntergezogene Dach und das Fehlen eines Glockenturms lassen die  Gebäude äußerlich wie Scheunen aussehen. Zu diesem schlichten äußeren Erscheinungsbild bilden die farbenfroh leuchtenden Fresken im Inneren einen starken Kontrast.

## Eintragung
Zehn dieser Kirchen wurden 1985 aufgrund eines Beschlusses der 9. Sitzung des Welterbekomitees unter der Bezeichnung Bemalte Kirchen im Gebiet von Troodos als Kulturerbestätte in die Liste des UNESCO-Welterbes eingetragen.
Die Eintragung erfolgte aufgrund der Kriterien (ii), (iii) und (iv).
2001 wurde die Welterbestätte um eine weitere Kirche erweitert.
Eine für 2006 geplante Erweiterung um zwei weitere Kirchen wurde vom Welterbekomitee auf seiner 30. Sitzung nicht behandelt, weil die Republik Zypern die beiden Nominierungen vor der Sitzung zurückgezogen hatte.

## Umfang
Die Welterbestätte besteht aus 10 Arealen, die die engere oder weitere Umgebung der einzelnen Kirchen umfassen. In einem dieser Areale  liegen zwei Kirchen nahe beieinander, so dass insgesamt 11 Kirchen zum Welterbe zählen.
| ID-Nr.  | Kirchen                                   | Ort                   | Schutzbereich | Anmerkungen | Außen-Ansicht | Innen-Ansicht |
| ------- | ----------------------------------------- | --------------------- | ------------- | --- | ------------- | ------------- |
| 351-001 | Agios Nikolaos tis Stegis                 | Kakopetria (Lage)     | 2,7548 ha     | im frühen 11. Jahrhundert begonnen, später erweitert und mit ihrem Scheunendach versehen.                                        |               |               |
| 351-002 | Agios Ioannis Lampadistis                 | Kalopanagiotis (Lage) | 0,1951 ha     | Bestandteil eines nicht mehr bestehenden Klosters, umfasst drei einem gemeinsamen Schindeldach vereinigte Kirchen                |               |               |
| 351-003 | Panagia tis Asinou (Panagia Phorviotissa) | Nikitari (Lage)       | 0,1154 ha     | Baubeginn 1105/1106 |               |               |
| 351-004 | Panagia tou Arakos                        | Lagoudera (Lage)      | 0,4370 ha     | Kirche aus dem späten 12. Jahrhundert mit Fresken aus dem Jahr 1192                                                              |               |               |
| 351-005 | Panagia tou Moutoulla                     | Moutoullas (Lage)     | 0,0353 ha     | enthält stark beschädigte Wandmalereien aus dem Jahr 1280                                                                        |               |               |
| 351-006 | Archangelos Michail                       | Pedoulas (Lage)       | 0,0283 ha     | laut Inschrift 1474 |               |               |
| 351-007 | Timios Stavros                            | Pelendri (Lage)       | 0,0533 ha     | im 13. Jahrhundert nur einschiffig, später nördliches und südliches Seitenschiff ergänzt                                         |               |               |
| 351-008 | Panagia tis Podithou                      | Galata (Lage)         | 0,0212 ha     | 1502 erbaut als Teil eines heute verschwundenen Klosters                                                                         |               |               |
| 351-008 | Panagia Theotokos                         | Galata (Lage)         | 0,0212 ha     | auch Archangelos Michail genannt                                                                                                 |               |               |
| 351-009 | Timios Stavros tou Agiasmati              | Platanistasa (Lage)   | 0,0184 ha     | Malereien vom Ende des 15. Jahrhunderts                                                                                          |               |               |
| 351-010 | Metamorfosis tou Sotiros (Agia Sotira)    | Palechori (Lage)      | 0,0342 ha     | Bau aus dem frühen 16. Jahrhundert, einer der vollkommensten nach-byzantinischen Fresken-Zyklen 2001 als Erweiterung aufgenommen |               |               |

Als Vorschlag zur Erweiterung der Welterbestätte steht auf der Tentativliste:
- Panagia Chrysokourdaliotissa in Spilia (seit 2002)

Ursprünglich auf der Tentativliste eingetragen, aber wieder gelöscht sind:
- Agios Sozomenos in Galata (2002–2015, Nominierung für 2006 zurückgenommen)
- Agios Mamas in Louvaras (2002–2015, Nominierung für 2006 zurückgenommen)